# Scheutveld
Le quartier de Scheutveld, dit aussi Prince de Liège, est un quartier paisible et résidentiel du nord de la commune d'Anderlecht (Région de Bruxelles-Capitale), centré principalement par la rue du Potaerdenberg et délimité par les boulevards Maria Groeninckx-De May et Prince de Liège.

## Espaces verts
- Parc de Scheutveld

## Liste des rues du quartier
| default |
| --- |
| - rue du Potaerdenberg - rue Démosthène (dernière partie) - boulevard Prince de Liège - boulevard Maria Groeninckx-de-May (côté ouest) - rue Maurice-Albert Raskin - rue Henri Caron - avenue des Crocus - avenue Renée Berrewaerts - avenue Commandant Vander Meeren - boulevard de la Grande Ceinture - rue Émile Hellbaut - rue Joseph Van Boderdael - rue des Maraîchers - square Prince de Liège |